# Kelvin Davis
Kelvin Geoffrey Davis, (ur. 29 września 1976 w Bedford) – angielski piłkarz występujący na pozycji bramkarza w klubie Southampton F.C.

## Kariera
Na początku kariery Davis został wypożyczony z Luton Town do Torquay United, gdzie zagrał w 2 meczach. W 1997 roku znowu został wypożyczony, tym razem do Hartlepool United, gdzie także zagrał w 2 meczach. W Luton Town wystąpił 91 razy.
W 1999 roku został za 600 tysięcy funtów sprzedany do Wimbledonu, gdzie w przeciągu 4 lat rozegrał 131 spotkań. W 2003 roku przeszedł za darmo do Ipswich Town, gdzie był podstawowym bramkarzem i dzięki temu zagrał w 84 spotkaniach w 2 sezonach.
W 2005 roku został sprzedany za 1,25 miliona funtów do Sunderlandu, gdzie przez jeden sezon wystąpił w 33 meczach i po sezonie został sprzedany za 1,2 miliona funtów do Southamptonu. W barwach Southampton FC debiutował w meczu z Derby County.
Dnia 17 maja 2016 rozegrał swój ostatni mecz w barwach Southamptonu. Po sezonie 2015/2016 zakończył karierę piłkarską.